# Raed Al-Ghamdi
Raed Al-Ghamdi (Yeda, 6 de mayo de 1994) es un futbolista saudita que juega en la demarcación de delantero para el Al Raed FC de la Liga Profesional Saudí.

## Selección nacional
Tras jugar en las categorías inferiores de la selección, finalmente hizo su debut con la selección de fútbol de Arabia Saudita en un partido de la Copa de Naciones del Golfo de 2023 contra Yemen que finalizó con un resultado de 0-2 a favor del combinado saudita tras un gol de Sumayhan Al-Nabit y Musab Al-Juwayr.

## Clubes
| Club                  | País           | Año       | Partidos | Goles |
| --------------------- | -------------- | --------- | -------- | ----- |
| Al Ahli Saudi FC      | Arabia Saudita | 2013-2017 | 4        | 0     |
| Khaleej Club (cedido) | Arabia Saudita | 2017      | 9        | 2     |
| Ohod Club             | Arabia Saudita | 2017-2018 | 18       | 2     |
| Al Batin FC           | Arabia Saudita | 2018-2019 | 15       | 4     |
| Al Raed FC            | Arabia Saudita | 2019-2020 | 30       | 9     |
| Al Nassr FC (cedido)  | Arabia Saudita | 2020-2021 | 27       | 2     |
| Al Raed FC            | Arabia Saudita | 2021-     | 33       | 5     |